# Ninoe pulchra
Ninoe pulchra är en ringmaskart som beskrevs av Elise Wesenberg-Lund 1949. Ninoe pulchra ingår i släktet Ninoe och familjen Lumbrineridae. Inga underarter finns listade i Catalogue of Life.